# Hans Ulrich von Eggenberg

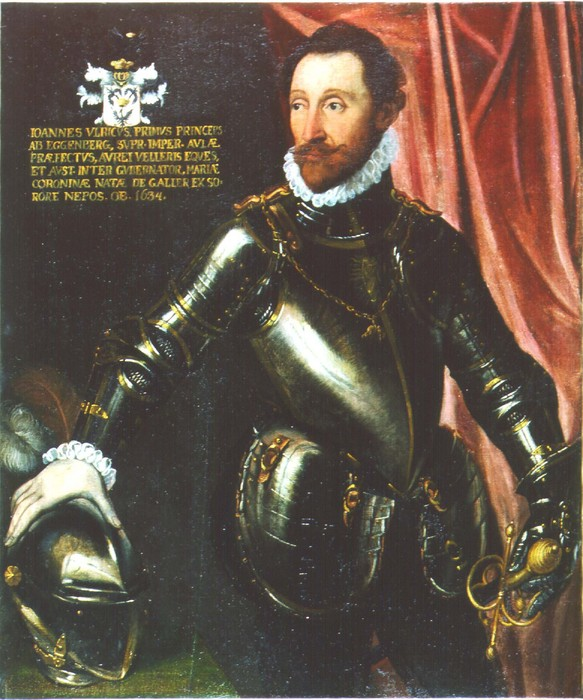
Hans Ulrich von Eggenberg

Książę Hans Ulrich von Eggenberg (ur. 1568 w Grazu; zm. 18 października 1634) urodził się w znanej arystokratycznej rodzinie austriackiej.
Szczególnie ważna w jego życiu była współpraca z cesarzem Ferdynandem II. Służył Habsburgom podczas wojny trzydziestoletniej jako doradca. Ferdynand II obdarzył go wieloma dobrami ziemskimi i podniósł go do stanu książęcego. Hans Ulrich von Eggenberg był jedną z najbogatszych i najznaczniejszych postaci swojej epoki..

## Galeria

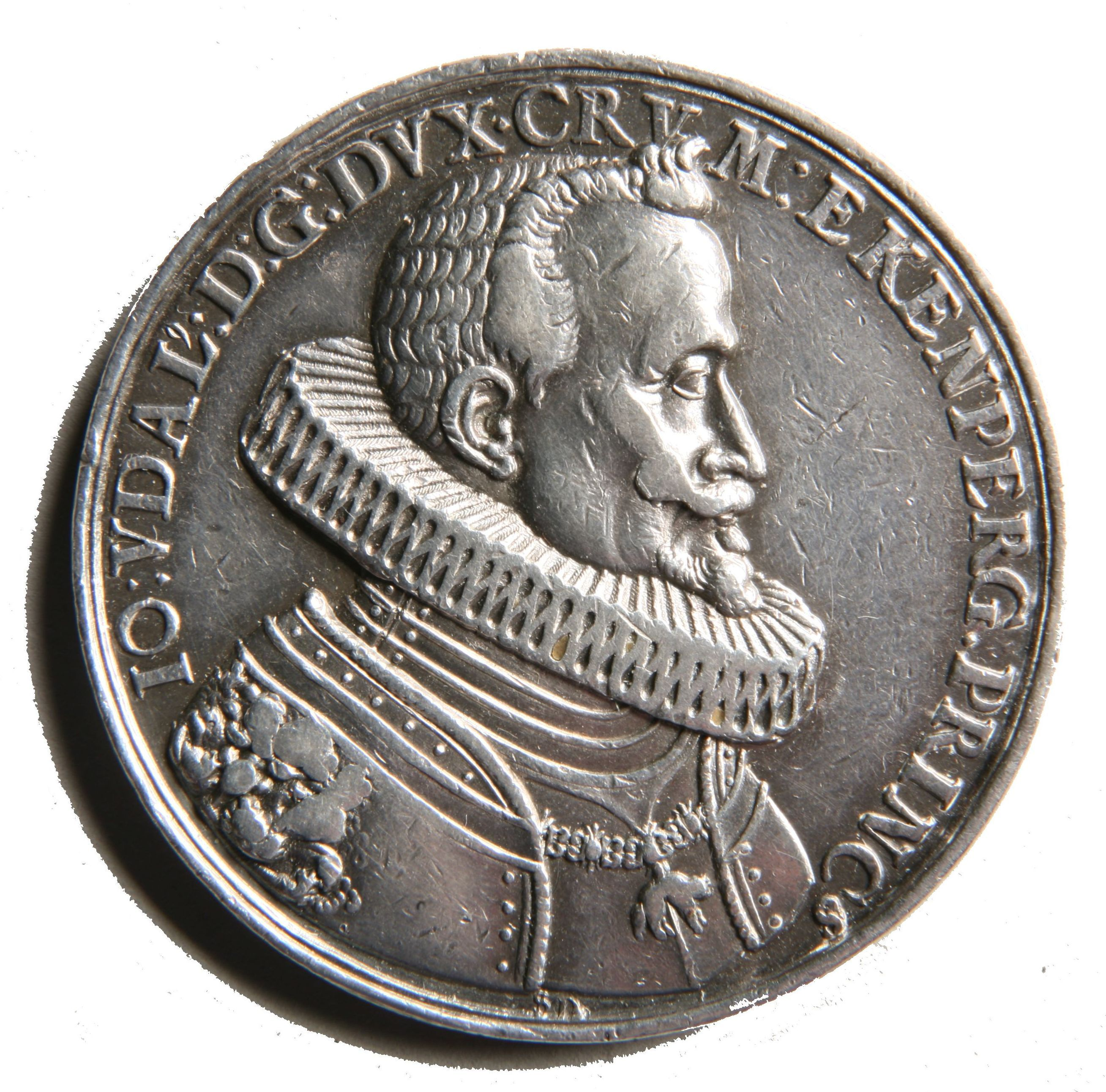
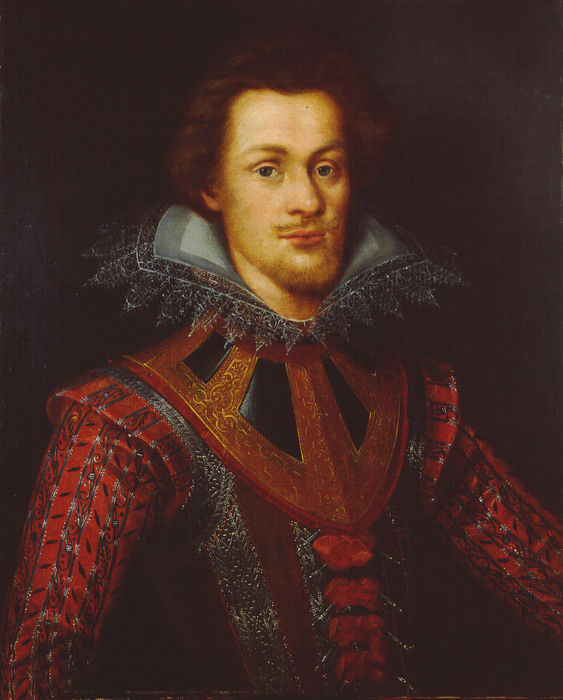
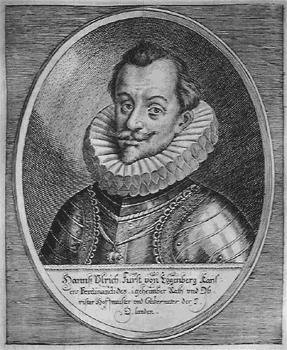
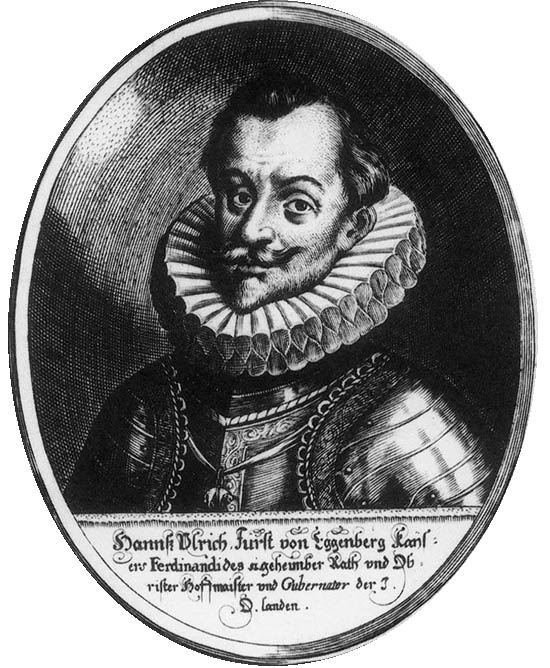